# Macrozamia johnsonii
Macrozamia johnsonii är en kärlväxtart som beskrevs av David Lloyd Jones och Kenneth D. Hill. Macrozamia johnsonii ingår i släktet Macrozamia och familjen Zamiaceae. IUCN kategoriserar arten globalt som livskraftig. Inga underarter finns listade i Catalogue of Life.